# Czech International 2002
Die 31. Czech International 2002 im Badminton fanden vom 2. bis zum 6. Oktober 2002 in Most statt.

## Sieger und Platzierte
| Disziplin    | Gold                              | Silber                           | Bronze                               |
| ------------ | --------------------------------- | -------------------------------- | ------------------------------------ |
| Herreneinzel | Przemysław Wacha                  | Mark Burgess                     | Johan Uddfolk                        |
| Herreneinzel | Przemysław Wacha                  | Mark Burgess                     | Markus Rouvinen                      |
| Dameneinzel  | Sara Persson                      | Jill Pittard                     | Katja Michalowsky                    |
| Dameneinzel  | Sara Persson                      | Jill Pittard                     | Nadieżda Kostiuczyk                  |
| Herrendoppel | Vincent Laigle Svetoslav Stoyanov | Imanuel Hirschfeld Jörgen Olsson | Wouter Claes Frédéric Mawet          |
| Herrendoppel | Vincent Laigle Svetoslav Stoyanov | Imanuel Hirschfeld Jörgen Olsson | Manuel Dubrulle Mihail Popov         |
| Damendoppel  | Elin Bergblom Johanna Persson     | Olga Konon Nadieżda Kostiuczyk   | Kathrin Hoffmann Katja Michalowsky   |
| Damendoppel  | Elin Bergblom Johanna Persson     | Olga Konon Nadieżda Kostiuczyk   | Monja Bölter Thérèse Nawrath         |
| Mixed        | Andrey Konakh Nadieżda Kostiuczyk | Manuel Dubrulle Elodie Eymard    | Wouter Claes Corina Herrle           |
| Mixed        | Andrey Konakh Nadieżda Kostiuczyk | Manuel Dubrulle Elodie Eymard    | Svetoslav Stoyanov Victoria Hristova |